# Дартмутский семинар
Дартмутский семинар — двухмесячный научный семинар по вопросам искусственного интеллекта, проведённый летом 1956 года в Дартмутском колледже.
Мероприятие имело важное значение для истории направления: на нём встретились люди, интересующиеся вопросами моделирования человеческого разума, были утверждены основные положения новой области науки и дано наименование англ. artificial intelligence (термин был предложен Джоном Маккарти). Финансовую сторону проекта должен был обеспечить Фонд Рокфеллера (как указано в заявке на проведение мероприятия).
Организаторами семинара были Джон Маккарти, Марвин Мински, Клод Шеннон и Натаниэль Рочестер (англ. Nathaniel Rochester), ими приглашены семь крупных американских учёных, так или иначе связанных с вопросами теории управления, теории автоматов, нейронных сетей, теории игр и исследованием интеллекта: Артур Самюэль (IBM), Аллен Ньюэлл, Герберт Саймон (оба — Университет Карнеги — Меллона), Тренчард Мур, (Принстонский университет), Рэй Соломонов (англ. Ray Solomonoff) и Оливер Селфридж (оба — Массачусетский технологический институт).

## Проведение
В заявке на проведение мероприятия Маккарти указал:
Мы предлагаем исследование искусственного интеллекта сроком в 2 месяца с участием 10 человек летом 1956 года в Дартмутском колледже, Гановер, Нью-Гемпшир. Исследование основано на предположении, что всякий аспект обучения или любое другое свойство интеллекта может в принципе быть столь точно описано, что машина сможет его симулировать. Мы попытаемся понять, как обучить машины использовать естественные языки, формировать абстракции и концепции, решать задачи, сейчас подвластные только людям, и улучшать самих себя. Мы считаем, что существенное продвижение в одной или более из этих проблем вполне возможно, если специально подобранная группа учёных будет работать над этим в течение лета.
Семинар проходил летом 1956 года, продолжаясь 2 месяца. Целью было рассмотрение вопроса: можно ли моделировать рассуждения, интеллект и творческие процессы с помощью вычислительных машин.
В качестве тем для обсуждения в ходе работы семинара были заявлены:
1. Автоматические компьютеры
2. Как должен быть запрограммирован компьютер, чтобы использовать язык
3. Нейронные сети
4. Теоретические соображения о сфере арифметической операции
5. Самосовершенствование
6. Абстракции
7. Случайность и творчество[1].

## Основные положения
«Скорости и способности памяти нынешних компьютеров может быть недостаточно, чтобы имитировать многие из высших функций человеческого мозга, но основным препятствием является не отсутствие возможностей машины, но наша неспособность писать программы, пользуясь в полной мере теми возможностями, что у нас есть» — пункт 1 (Automatic Computers) 
По убеждению Маккарти, обычное человеческое умственное действие является синтезом множественных более мелких операций, производимых нашим мозгом в ответ на среду, и, что самое главное, эту процедуру, по мнению участников Дартмутской конференции, возможно сымитировать.

Основная сложность или, вернее сказать, основное условие всех подобных операций, согласно Маккарти, заключается в том, что любое вычисление, если мы говорим о машине, или, говоря в целом, любое перемещение, преобразование информации происходит в изменчивой непредсказуемой среде. 
В целом, машина или человек могут только адаптироваться или действовать только в ограниченном количестве внешних сред. Даже человеческий мозг, будучи сложной системой, в первую очередь адаптируется к простым аспектам своей среды и постепенно накапливает опыт решения более сложных задач. Я предлагаю изучить, как происходит синтез моделей мозга, происходящий из параллельного развития ряда внешних сред и соответствующих моделей мозга, которые адаптируются к ним. 
В ходе семинара, в итоге был сформулирован один из основных принципов создания искусственного интеллекта — меняющиеся ответы на переменную среду. В заявке этот тезис был сформулирован Марвином Минским: нужно разработать машину, которая бы демонстрировала определённый вид обучения. Такая машина должна быть снабжена входным и выходным каналами, то есть средствами обеспечения разнообразных выходных ответов на входящие вопросы. Такой метод обучения можно назвать «метод проб и ошибок», то есть процесс приобретения диапазона вариантов ввода-вывода функций. Машина, спрограмированная таким образом, при помещении в соответствующую среду и с учётом критериев «провал/успешное достижение цели» может быть обучена проявлять целенаправленное поведение.
Тем самым важным пунктом этой теории становится случайность/произвольность. В предваряющем конференции документе эта проблема особенно освещена в заявке Рочестера — «Оригинальность в поведении машины». Программисту удастся избежать собственной «близорукости» только в том случае, если он ставит своей задачей возможность ответа машины на случайное. Хотя необходимость включения в метод случайности ещё не доказана, как следует в заявке дальше, тем не менее, есть много доказательству в пользу этого утверждения.
Пытаясь проникнуть в суть работы мозга, ученые пришли к выводу, что на данный момент не установлено, каким образом активность нейронов способствует решению задач. Перенося эту проблему на программирование, становится понятной необходимость создания нелинейного механизма решения задач путём обучения машины создавать и манипулировать концептами, абстракциями. Этот пункт освещён в заявке на исследования Маккарти, в которой он указывает на своё намерение изучать взаимосвязь интеллекта и языка. Язык и есть тот уровень высшей абстракции, который позволяет «методу проб и ошибок» (Минский) не оставаться на уровне версий и провалов, но осуществлять умственное действие. Следовательно, своей задачей ученый видит обучение компьютеров «языку», иначе говоря, создание языка программирования.

## Результаты конференции
Дартмутский семинар не стал местом каких-либо новых крупных открытий, но именно он позволил сойтись вместе и познакомиться всем наиболее важным деятелям в этой научной области.

Хотя позднее главный организатор семинара Маккарти описал это время как эпоху вполне успешного освоения в духе детского «смотри, мам, без рук могу!». 
Также из воспоминаний Маккарти: «Все это выглядело как то, что мы никак не могли настроиться и регулярно встречаться. Это очень меня огорчало. Реального обмена идеями не происходило».
Тем не менее Дартмутская конференция стала катализатором для научных изысканий в этой области. То, что раньше было работой единичных энтузиастов вдруг стало объектом работы целого профессионального сообщества со своими научными целями и четким самоопределением. Через год после проведения Дартмутского семинара было основано несколько лабораторий по изучению искусственного интеллекта, в том числе в университете Карнеги — Меллона под руководством Аллена Ньюэлла и Герберта Саймона, в Стэнфорде под руководством Маккарти, в МТИ под руководством Марвина Минского и в Эдинбурге под руководством Дональда Мичи.

## Конференция: через 50 лет
К 50-летию этого события 13—15 июня 2006 года была проведена конференция, озаглавленная «Дартмутская конференция по искусственному интеллекту: следующие 50 лет». Более 100 ученых встретились вместе, чтобы отпраздновать юбилей, обсудить прошлое и планы на будущие исследования на AI@50.
Профессор Джеймс Мур, директор «AI @ 50», на этой встрече отметил, что ученые, которые собрались в Ганновере 50 лет назад думали о том, как сделать машины более «думающими» и хотели заложить основу для того, чтобы лучше понять человеческий интеллект.
Кэрол Фолт, декан факультета искусств и наук, профессор биологических наук, на этой юбилейной встрече отметила: 
«Это правильно, что полевые исследования искусственного интеллекта, которые привлекают ярких, творческих ученых, работающих вне дисциплинарных границ, имеют свои корни в Дартмуте, в семинаре, проходившем 50 лет назад, где стремление к новому и междисциплинарность уже тогда признавались в качестве ориентиров».